# آنگلیکا نویورت
آنگِلیکا نویویرت (به آلمانی Angelika Neuwirth؛ زادهٔ ۱۹۴۳) قرآن‌پژوه و اسلام‌شناسِ آلمانی است.

## زندگی‌نامه
آنگِلیکا نویویرت در ۴ نوامبر ۱۹۴۳ در نبنونبرگ آلمان زاده شد.

## تحصیلات و تخصص
او پس از اتمام تحصیلات رسمی در زمینهٔ مطالعات علوم اسلامی به تحصیلات عالیه پرداخت و دکترای خود را در سال ۱۹۹۲ دریافت کرد. وی متخصص مطالعات قرآنی است و از سال ۲۰۰۵ ریاست پروژهٔ کورپوس قرآن را در برلین بر عهده دارد.

## کتاب‌ها
نویورت در زمینهٔ قرآن تألیفاتی را نگاشته‌است از جمله کتاب «مطالعات قرآنی امروز» که به‌همراه مایکل سلز نوشته و در سال ۲۰۱۹ توسط انتشارات راتلج چاپ شده‌است. همچنین از موضوعات مورد علاقهٔ وی رابطهٔ قرآن با کتاب مقدس است که در زمینهٔ معرفی و نقد دیدگاه او مقالات و کتاب‌هایی به فارسی نگاشته شده‌است. مانند «رابطهٔ قرآن و کتاب مقدس؛ بررسی دیدگاه آنجلیکا نویورت» منتشر شده توسط انتشارات پژوهشگاه علوم و فرهنگ اسلامی.
وی همچنین با برخی نویسندگان ایرانی مراوده و گفت‌وگوی علمی دارد. مقدمه نویورت بر کتاب روش شناسی تاریخی در علوم قرآن و حدیث از دکتر محمدحسن احمدی دانشیار دانشگاه تهران، در این زمینه خواندنی است .